# Måns Herngren
Måns Herngren, född 20 april 1965 i Engelbrekts församling, Stockholms stad, är en svensk skådespelare, manusförfattare och regissör. 

## Biografi
Måns Herngren, vars föräldrar var läkare respektive jurist, är äldre bror till skådespelaren och regissören Felix Herngren och journalisten och TV-producenten Moa Herngren.
Herngren började göra TV-program under mitten av 1980-talet, då han bland annat medverkade i humorprogrammet Encyklopedi. Där började han utveckla en humortyp som gick ut på att klippa och modifiera existerande material från kända personer och därmed skapa en förvrängd verklighet. Detta syns exempevis i hans berömda "intervju" med Jan Myrdal. Han använde samma teknik i sitt Sommarprogram år 1986 där han intervjuade en fiktiv version av Gösta Bohman vilket ledde till en av så kallad "lyssnarstorm".
Han har gjort flera av sina filmer tillsammans med Hannes Holm. Deras stora genombrott var TV-serien S*M*A*S*H 1990, där bland andra Peter Wahlbeck medverkade. 1995 kom långfilmsdebuten med En på miljonen. 1998 fick Herngren ta emot Karamelodiktstipendiet tillsammans med Hannes Holm. Herngren har ensam regisserat långfilmen Allt flyter. 2010 stod han för regin till Eva Dahlgrens monolog Ingen är som jag.

### Privatliv
Han gifte sig för första gången 1988 med journalisten Anna Herdenstam. Efter skilsmässa gifte han om sig med sångerskan Lena Philipsson. Deras äktenskap varade 1993–2002 och de har två barn, födda 1993 och 1998. Herngren var gift för tredje gången 2007–2011 med höjdhopparen Kajsa Bergqvist. Våren 2014 gifte sig Herngren för fjärde gången, denna gång med Katalin Herngren Bachry. Tillsammans med Herngren Bachry har han en son född 2015.

## Filmer och TV-serier
- 1983 – Vidöppet (TV-serie)
- 1985 – Förspelet (TV-serie)
- 1985 – Tutti frutti (TV-serie)
- 1986 – Namnsdagsserien (TV-serie)
- 1986 – Propaganda-TV
- 1987 – Encyklopiaden (TV-serie)
- 1988 – Som man ropar (TV-serie)
- 1990 – S*M*A*S*H (TV-serie)
- 1991 – Sunes jul   (TV-serie) (Staffan stalledräng och mystisk charmör)
- 1991 – PTV - Penetrerings TV (TV-serie)
- 1995 – En på miljonen
- 1997 – Adam & Eva
- 2000 – Det blir aldrig som man tänkt sig
- 2002 – Klassfesten
- 2006 – Varannan vecka
- 2007 – Underbar och älskad av alla (manus)
- 2008 – Allt flyter (regi)
- 2008 – Bolt (röst som regissören)
- 2011 – Solsidan (TV-serie) (regi)
- 2011 – Pluras kök
- 2014 – Ettor och nollor (TV-serie)
- 2016 – Hundraettåringen som smet från notan och försvann (regi)
- 2017 – Solsidan (regi)
- 2018 – Helt perfekt (TV-serie)